# Li Fanfu
Li Fanfu (xinès simplificat: 李凡夫, pinyin: Lǐ Fánfū), també conegut com Li Tak-chun (Pantang, Xiguan, Guangdong, 1906 - Hong Kong, 1967) és un dibuixant de còmics xinés.
El 1924 s'uneix a la primera societat que estudiava l'art occidental al sud de la Xina, i en la dècada del 1930 funda un estudi juntament amb Liang Huang. D'ençà, es dedica a treballar i col·leccionar pintures i treballs de cal·ligrafia d'importants artistes. En la dècada del 1950 marxa a Hong Kong, treballant entre d'altres a Manhua Shijie. El 1957, fa un parèntesi i marxa a Beijing i el Nordest per a dibuixar i col·leccionar materials. El 1964 torna a la Xina continental en un viatge per a dibuixar i inspirar-se.